# 喙鲸科
剑吻鲸科（學名：Ziphiidae），又稱喙鲸科，在鲸下目中是最不為人所知的一群動物。喙鯨（Beaked Whale）這個詞最早見於古挪威語“nebhval”，意為“有喙的鯨”，包含本科所有的成員，而其中瓶鼻鯨屬（Hyperoodon）與貝喙鯨屬（Berardius）這2屬的喙鯨有時又合稱為瓶鼻鯨（bottlenose whales）。喙鯨相當難以觀察，其中數種尚未發現活體，僅少數物種有較深入的研究資料。關於喙鯨的分類一直是暫時性與未定，常有新種發表或舊種的改正，現生種共計有6屬20餘種。
喙鯨的共同特徵最明顯的就是嘴喙，在比例上比擁有長嘴喙的海豚來得短，但較其他鯨類都來得長。所有喙鯨在喉嚨部位均有一對呈V字型的深溝，此溝槽有時又稱為“喉腹摺”，但與鬚鯨科成員擁有的喉腹摺在構造上大不相同，一般所說的喉腹摺是指後者。喙鯨的胸鰭小，趾骨短而手臂部分（撓骨與尺骨）相對較長；部分種類擁有稱之為“胸鰭窩”（flipper pocket）的構造，在胸鰭內側體壁處有輕微的凹陷，使胸鰭可以往內縮，可能是為了減少阻力，但由於外觀上極不顯著，只有擱淺或死亡個體才能察覺其存在。尾鰭占相當大的比例，中央通常沒有凹刻（少數種類有輕微的凹陷）。辨別各種喙鯨的方法最重要的是牙齒的大小、形狀，與著生在下顎的位置。大部分種類僅保有1對牙齒，只有成年雄鯨的牙齒會發育到突出牙床，某些種類其成年雄鯨的牙齒在嘴巴閉上時會外露，至於雌鯨與未成年雄鯨是看不到牙齒的。成年雄鯨身上常有細長的傷痕，在全身呈十字形交叉分布，由此判斷牙齒可能是用來打鬥的武器。
一般而言，喙鯨是深層的潛水者，很少接近海面，最主要的發現深度在至少300公尺深的地方。大多數種類似乎以海洋中層或深海的槍烏賊與魚類為食。

## 喙鯨分類表
- 貝喙鯨屬（槌鲸属） Berardius
  - 阿氏喙鯨（南槌鲸） Arnoux's Beaked Whale, B. arnouxii
  - 貝氏喙鯨（北槌鲸） Baird's Beaked Whale, B. bairdii
- 瓶鼻鲸屬 Hyperoodon
  - 北瓶鼻鲸 Northern Bottlenose Whale, H. ampullatus
  - 南瓶鼻鲸 Southern Bottlenose Whale, H. planifrons
- 中喙鯨屬（长喙鲸属） Mesoplodon
  - 梭氏中喙鯨（苏氏长喙鲸） Sowerby's Beaked Whale, M. bidens
  - 安氏中喙鯨（鲍氏长喙鲸） Andrews' Beaked Whale, M. bowdoini
  - 胡氏中喙鯨（弯曲长喙鲸） Hubb's Beaked whale, M. carlhubbsi
  - 柏氏中喙鯨（布氏长喙鲸） Blainville's Beaked Whale, M. densirostris
  - 傑氏中喙鯨（北海长喙鲸） Gervais' Beaked Whale, M. europaeus
  - 銀杏齒中喙鯨（银杏齿长喙鲸） Ginkgo-toothed Beaked Whale, M. ginkgodens
  - 哥氏中喙鯨（格雷长喙鲸） Gray's Beaked Whale, M. grayi
  - 賀氏中喙鯨（赫氏长喙鲸） Hector's Beaked Whale, M. hectori
  - 長齒中喙鯨（带齿长喙鲸） Strap-toothed Whale, M. layardii
  - 初氏中喙鯨（褚氏长喙鲸） True's Beaked Whale, M. mirus
  - 佩氏中喙鯨 Perrin's Beaked Whale, M. perrini
  - 祕魯中喙鯨（小中喙鯨） Pygmy Beaked Whale, M. peruvianus
  - 史氏中喙鯨（斯铁长喙鲸） Stejneger's Beaked Whale, M. stejnegeri
  - 鏟齒中喙鯨 Spade-toothed Whale, M. traversii
- 印太喙鲸屬 Indopacetus
  - 朗氏中喙鯨（熱帶瓶鼻鯨，印太喙鲸） Tropical Bottlenose Whale, I. pacificus
- 塔喙鯨屬（塔海槌鲸属） Tasmacetus
  - 謝氏塔喙鯨（塔海槌鲸） Shepherd's Beaked Whale, T. shepherdi
- 柯喙鯨屬（剑吻鲸属） Ziphius
  - 柯氏喙鯨（剑吻鲸） Cuvier's Beaked Whale, Z. cavirostris

## 貝喙鯨屬  GenusBerardius
本屬的兩種喙鯨，貝氏喙鯨（Baird's Beaked Whale）與阿氏貝喙鯨（Arnoux's Beaked Whale），可由其較大的體型、明顯隆起的額隆、與長嘴喙辨別。牠們擁有2對牙齒，皆位於下顎前端，前面的牙齒大而呈三角形，後者則較小而似釘子。成鯨無論雌鯨牙齒皆會突出，前面的牙齒會由顎的尖端明顯突出，嘴巴閉上時一樣可見。貝氏喙鯨僅分布於北太平洋的溫帶與亞北極深水區，而阿氏貝喙鯨在南半球冷水海域呈環南極分布。

## 瓶鼻鯨屬 GenusHyperoodon
說明詳見瓶鼻鯨

## 印太喙鯨屬 GenusIndopacetus
關於印太喙鯨屬的唯一成員，朗氏中喙鯨，對於其存在與否一直無法確定，命名至今幾十年來僅找到2個已風化了的頭骨，1個在澳洲東部，另1個在非洲東部海岸發現。1960至1990年代間，科學家對於太平洋熱帶與印度洋的幾次目擊記錄感到疑惑，據報告指出是中等大小的喙鯨，接近瓶鼻鯨屬的南、北瓶鼻鯨。近來一位曾目擊瓶鼻鯨與他種喙鯨多次的美國科學家Bob Pitman，提出具說服力的主張，認為那幾次目擊記錄實際上是朗氏中喙鯨。

## 中喙鯨屬  GenusMesoplodon
本屬喙鯨的牙齒在大小與形狀上各異，生長位置也不同，有些在顎的尖端，有些則在後方。中喙鯨屬的體型多樣，由未達3.7公尺（祕魯中喙鯨）到6公尺以上（長齒中喙鯨）不等。牠們的體色與斑紋圖樣複雜，但由於活體觀察的機會極少，其色彩的細節未知。在普遍呈暗色的體表會有一些白色區域，如白或部分白色的嘴喙。所有中喙鯨屬喙鯨皆有鐮刀狀或三角形的背鰭，多為中、小尺寸。額隆由圓弧或高聳至低而扁有不同形狀。

## 塔喙鯨屬 GenusTasmacetus
塔喙鯨屬的唯一成員謝氏塔喙鯨是喙鯨中唯一上、下顎皆有完整牙齒的種類，至1933年才被發現，至今資料仍主要來自南半球各冷溫帶地區的擱淺個體。

## 柯喙鯨屬 GenusZiphius
柯喙鯨屬僅含柯氏喙鯨1種，其分布幾乎廣遍全世界，除南、北極外在各大洋的熱帶至冷溫帶海域都有發現記錄。有時被稱為鵝喙鯨（Goose Beaked Whale），反映其頭部側面輪廓。其嘴喙短而不明顯，與其他喙鯨不同。成年雄鯨的兩顆牙齒位於下顎尖端，稍微向前突出，通常會有茗荷介附生。